# Countdown Café
Countdown Café is een muziekprogramma op de Nederlandse radio met veel (classic) rock en liveoptredens van binnenlandse en buitenlandse artiesten. Het radioprogramma maakte een regionale doorstart bij NH Radio met Kees Baars als presentator. Het programma wordt opgenomen in 'muziekmakerscentrum' Q-Factory in Amsterdam.

## Geschiedenis
Countdown Café is de afgeleide van Countdown, het tv-programma van de publieke omroep Veronica. Dat begon in 1978 als een muziekprogramma met veel aandacht voor liveoptredens en interviews met artiesten, wat leidde tot de radiovariant Countdown Café. Dit radioprogramma begon bij Veronica op 8 oktober 1982 op de vrijdagavond op Hilversum 3 met Lex Harding, Annette van Trigt en Kees Baars als presentatoren en interviewers.
Elke week traden er twee bands op, er waren interviews, een concertagenda en zo nu en dan een popquiz. Er kwamen die eerste jaren diverse bekende buitenlandse artiesten langs voor een interview of een optreden, zoals U2, Simple Minds, INXS, Sammy Hagar, Joe Jackson en Frankie Miller. Het optreden van U2 leidde tot hun eerste hit: I Will Follow.
Nadat Harding in 1983 de van de VARA overgenomen dj Alfred Lagarde aan het presentatieteam van Countdown Café had toegevoegd, werd het programma steeds populairder. Samen met Baars was dit het duo dat de populairste jaren van Countdown Café op de volle vrijdag op Radio 3 van geluid voorzag. Het programma met Baars en Lagarde liep van 6 december 1985 tot en met de laatste volle vrijdag op 2 oktober 1992. Door de invoering van de nieuwe horizontale programmering van Radio 3 per 5 oktober 1992, verhuisde de vaste uitzenddag van Veronica per 10 oktober 1992 naar de zaterdag. Hierdoor verhuisde het programma naar de zaterdagavond tussen 22:00 en 00:00 uur. De allerlaatste uitzending op Radio 3 was op 26 augustus 1995.
Toen Veronica per 1 september 1995 het publieke omroepbestel verliet en commercieel ging, was er helemaal geen plaats meer voor een duur programma met liveartiesten op locatie. Op Kink FM, destijds een alternatieve zender van Veronica, presenteerde Lagarde nog tot zijn overlijden op 1 januari 1998 een uitgeklede variant van Countdown Café vanuit de Veronica-radio studio. Baars bracht het vervolgens in 2013 even terug op KX Radio, maar daar moest de titel worden gewijzigd in Downtown Café, omdat de rechten van de merknaam bij SBS lagen. In februari 2015 bracht Radio Veronica het programma Countdown Café terug op vrijdagavond van 20:00  uur tot 00:00 uur. Dit programma werd gepresenteerd door Baars en Dennis Hoebee.
Hier moest het in 2017 weer stoppen, omdat de nieuwe Veronica-eigenaar Talpa Network er geen geld voor overhad. Het radioprogramma maakte een regionale doorstart bij NH Radio, wederom met Baars als presentator.